# Övrabökesjön
Övrabökesjön är en sjö i Halmstads kommun i Halland och ingår i Suseåns huvudavrinningsområde. Sjön är 11,5 meter djup, har en yta på 0,191 kvadratkilometer och befinner sig 145,1 meter över havet. Sjön avvattnas av vattendraget Suseån (Slissån). Vid provfiske har abborre, braxen och gädda fångats i sjön.

## Delavrinningsområde
Övrabökesjön ingår i det delavrinningsområde (630627-132109) som SMHI kallar för Ovan Döblaån. Medelhöjden är 112 meter över havet och ytan är 37,16 kvadratkilometer. Det finns inga avrinningsområden uppströms utan avrinningsområdet är högsta punkten. Avrinningsområdets utflöde Suseån (Slissån) mynnar i havet. Avrinningsområdet består mestadels av skog (73 %) och jordbruk (17 %). Avrinningsområdet har 0,19 kvadratkilometer vattenytor vilket ger det en sjöprocent på 0,5 %.